# 鬼怒川溫泉

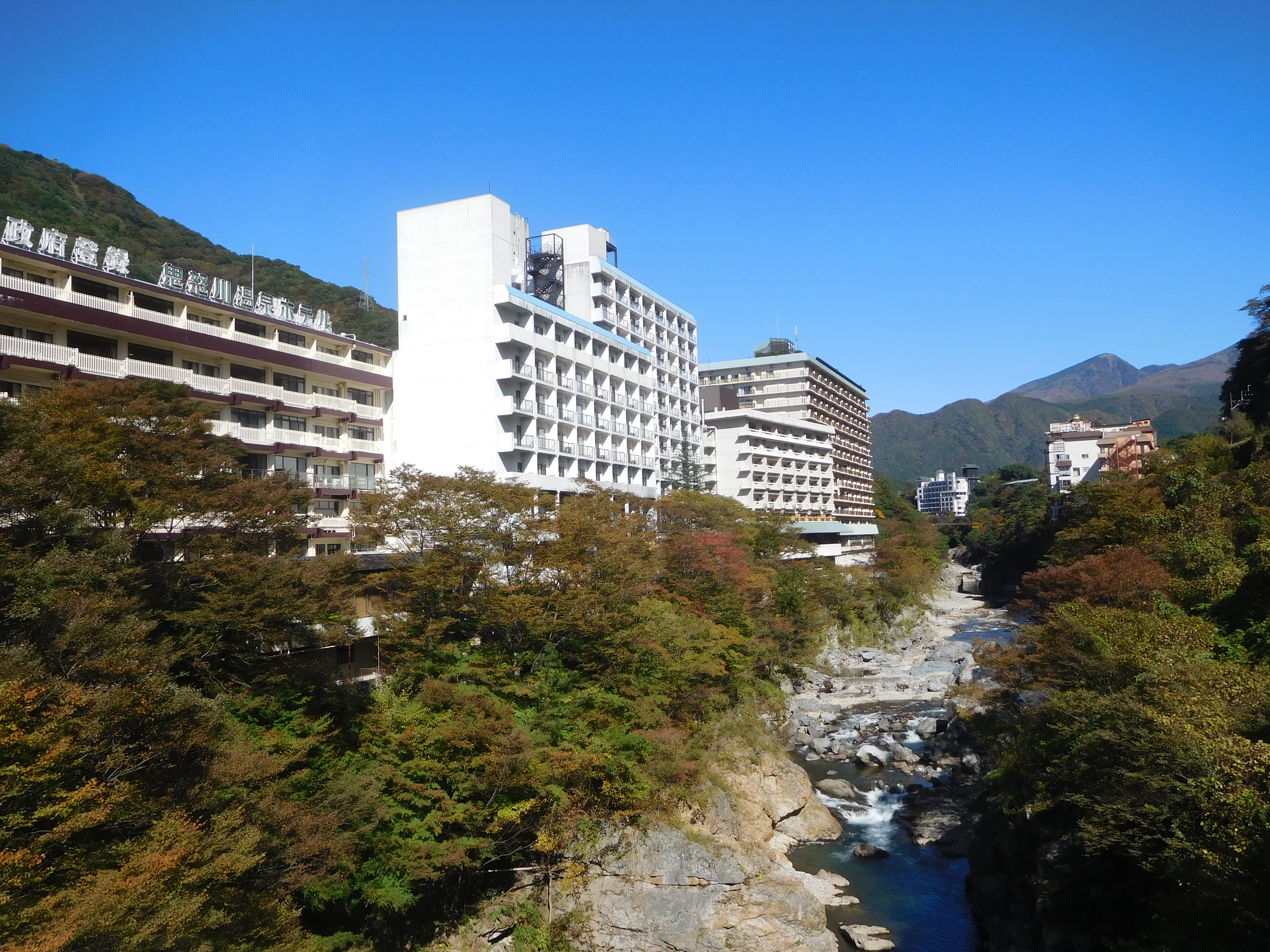
鬼怒川溫泉周圍的飯店

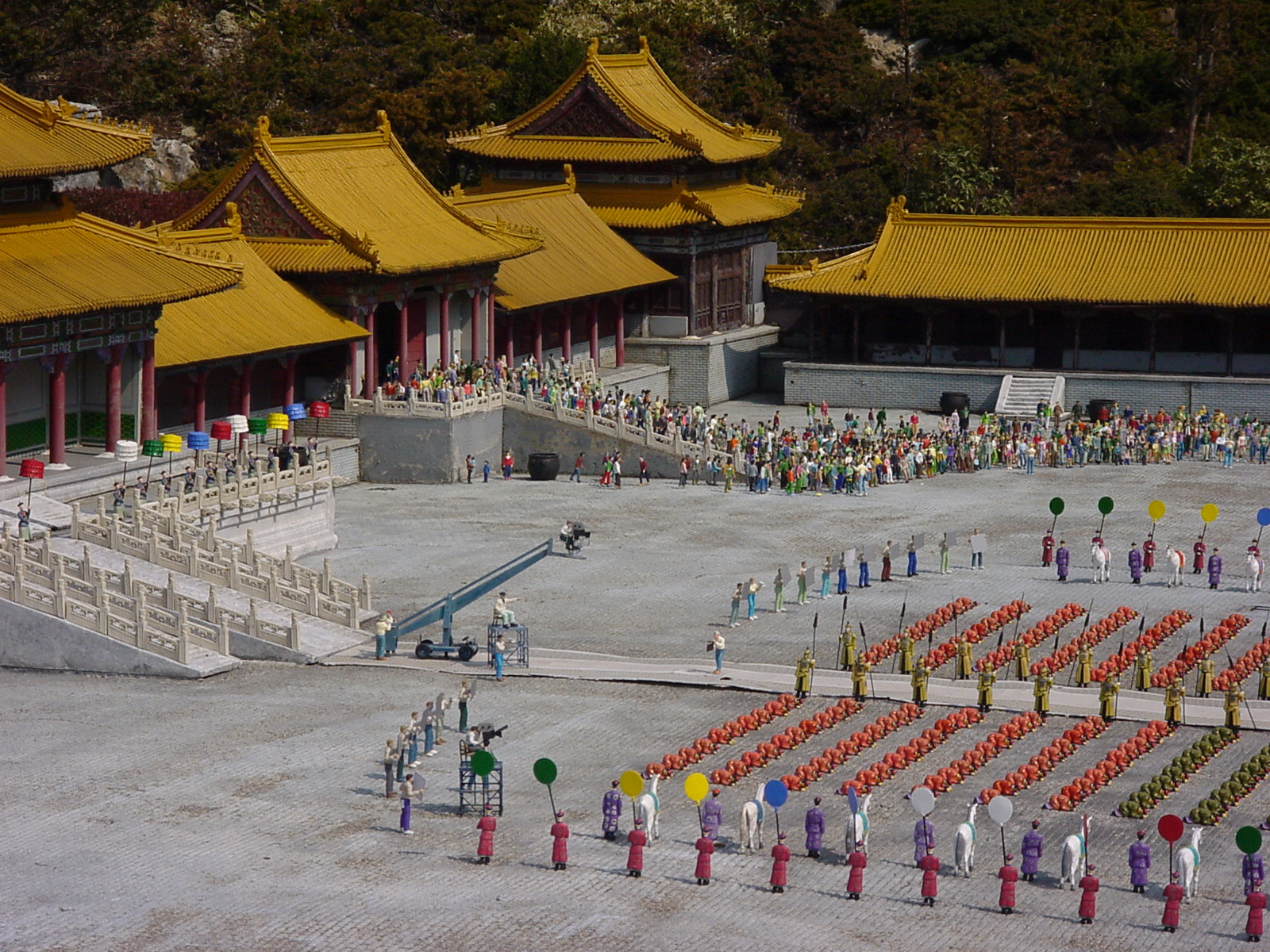
東武世界廣場所展示電影《末代皇帝》的拍攝現場故宮1：25比例模型場景

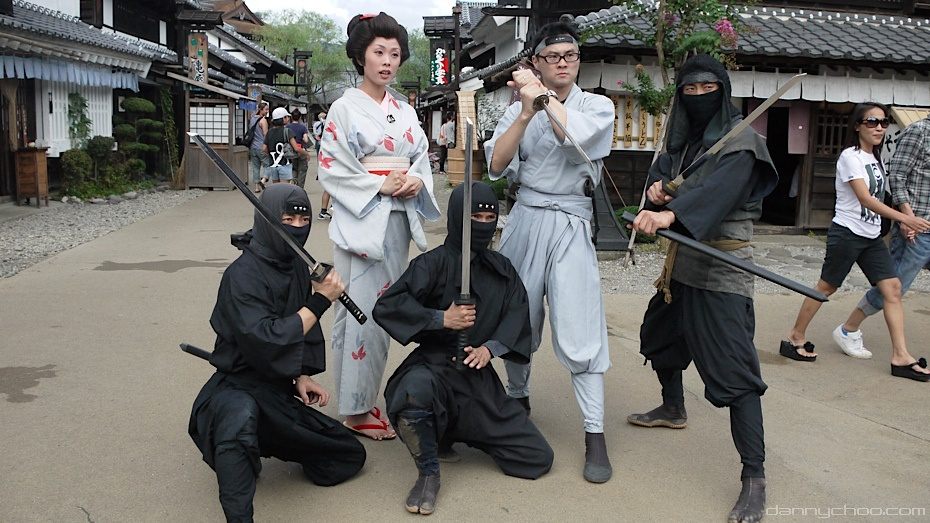
日光江戸村

鬼怒川溫泉（日语：／ Kinugawa Onsen）是日本栃木縣日光市的溫泉，和箱根、熱海並稱「東京的奧座敷」。

## 泉質
- 鹼性單純溫泉

## 溫泉街
從鬼怒川溫泉車站南側至鬼怒川公園車站間的鬼怒川兩岸，旅館、飯店林立。

## 關連項目
- 溫泉、溫泉街、日本溫泉列表、奧座敷

## 外部連結
- 日光旅ナビ （页面存档备份，存于）
- 日光江戶村 （页面存档备份，存于）
- 鬼怒川船 （页面存档备份，存于）